# Cité Hittorf
Die Cité Hittorf ist eine Straße im Quartier de la Porte-Saint-Martin des 10. Arrondissements in Paris. Sie befindet sich sehr nahe an der Mairie des 10. Arrondissements.

## Lage
Die Cité Hittorf beginnt am Ende der Cité de Magenta und endet an der Rue Pierre Bullet Nr. 6. Sie mündet hier in die Rue Hittorf. Die Cité Hittorf kreuzt in ihrem Verlauf keine andere Straße.
Die nächsten Metrostationen sind Château d’Eau und Jacques Bonsergent der Linien 4 und 5.

## Namensursprung

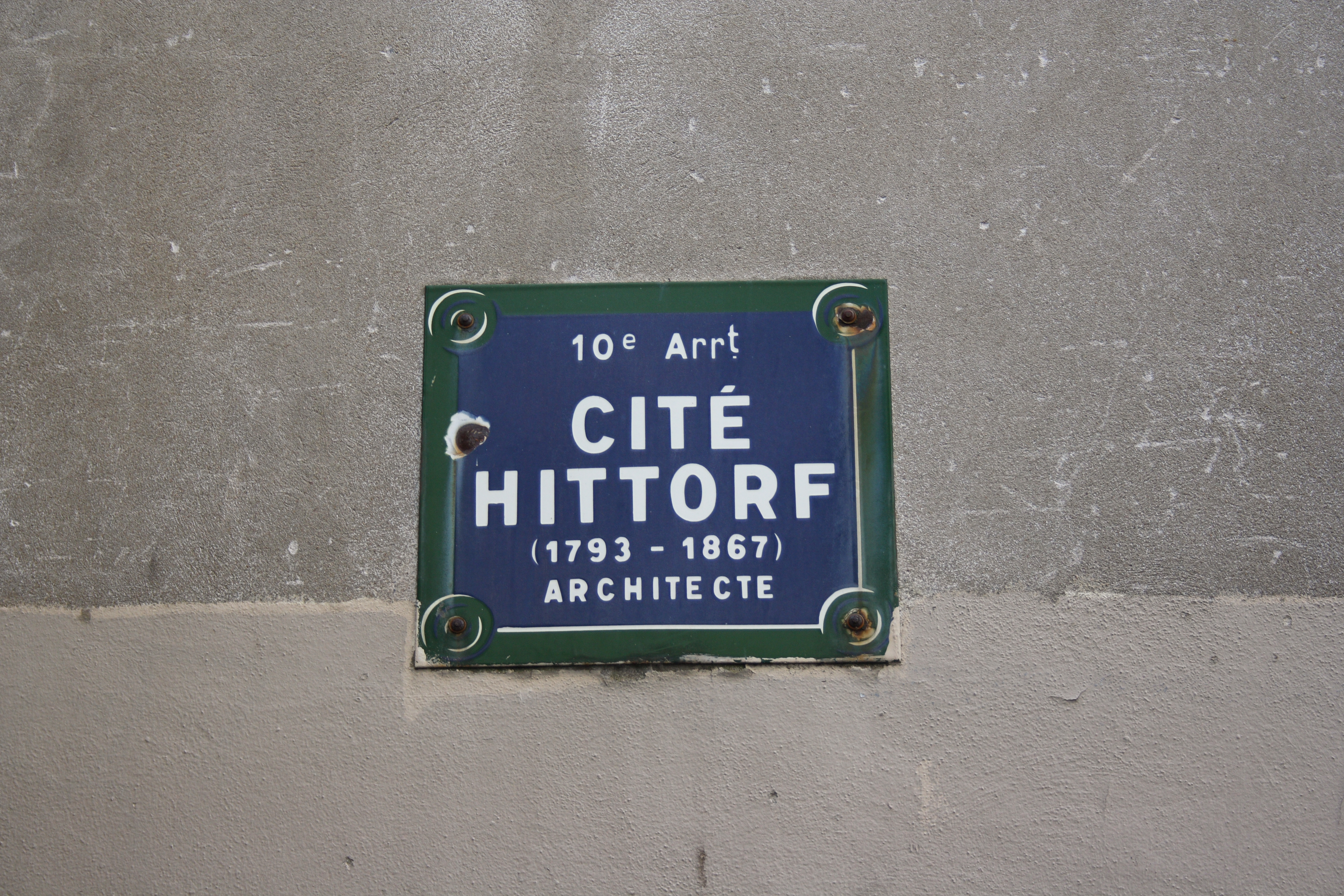
Straßenschild der Cité Hittorf

Die Straße wurde 1893 nach dem in Köln geborenen Architekten Jakob Ignaz Hittorff (1792–1867) benannt ebenso wie die gleichnamige Straße (Rue Hittdorf) nebenan.

## Geschichte
Die Straße mit einer Breite von 4,5 Metern und einer Länge von 66 Metern wird auf der ganzen linken Seite vom Hôtel Gouthière und auf der rechten Seite von Wohngebäuden, teilweise 2011 fertiggestellten Häusern des sozialen Wohnungsbaus, begrenzt.
Hittorff war auch am Bau der im gleichen Arrondissement gelegene Kirche St-Vincent-de-Paul und den Bahnhof Gare du Nord beteiligt. Um diese kleine Straße nach dem im 19. Jahrhundert für Paris wichtigen Architekten zu benennen – die Straße wird fälschlicherweise nur mit einem F geschrieben – verkürzte man die Cité de Magenta und gab gleichzeitig dem weiteren Verlauf der Straße die Bezeichnung Rue Hittorf.